# Francisco Jesús Donaire López
Francisco Jesús Donaire López dit Dona, né le 16 août 1982, est un joueur de beach soccer international espagnol.

## Biographie
Lors de la Coupe du monde 2013, le gardien espagnol est l'un des piliers de la magnifique campagne de son équipe à Tahiti. Grâce à plusieurs arrêts exceptionnels, notamment en quart de finale contre le Salvador et en demi-finale contre le Brésil, il confirme lors de son quatrième Mondial à 31 ans qu'il est bien l'un des leaders de la Roja.

## Palmarès

### Individuel
Meilleur gardien lors de :
- la Coupe du monde 2013
- l'Championnat d'Europe 2013
- l'Euro Winners Cup 2014
- Championnat d'Europe 2014

### En sélection
| Compétitions mondiales                                                                      | Compétitions continentales |
| ------------------------------------------------------------------------------------------- | --- |
| - Coupe du monde - Finaliste en 2013 - BSWW Mundialito (1) - Vainqueur en 2013 - 3e en 2009 | - Euro Beach Soccer League - 4e en 2013 - Euro Beach Soccer Cup (2) - Vainqueur en 2008, 2009 - Jeux européens - Médaillé de bronze en 2023 |

### En club
Avec  FC Barcelone
- 1er tour de la Coupe du monde des clubs en 2013